# サン・ラファイェル郡

サン・ラファイェル郡
Sen Rafayèl

サン・ラファイェル郡（サン・ラファイェルぐん、ハイチ語: Sen Rafayèl、フランス語: Saint-Raphaël）は、ハイチ北県南部の内陸の郡。北にグランヌ・リヴィエ・ディノー郡、北西にアキル・ディノー郡、西にアルティボニット県マムラード郡、南に中央県アンシュ郡、東に北東県トゥウ・ディノー郡、ヴァリエ郡と接する。
東にランキット、南東にラヴィクトワ（ラ・ヴィクトワール）南にピヨン（ピニョン）、西部にサン・ラファイェル（サン・ラファエル）、北西にドンドンの5つのコミューンが置かれている。郵便番号は14から始まる。

## 脚註
1. 1 2  “Haiti: administrative units, extended”.   GeoHive.com. 2016年10月5日時点のオリジナルよりアーカイブ。2021年8月10日閲覧。
2. ↑  “POPULATION TOTALE, POPULATION DE 18 ANS ET PLUS MÉNAGES ET DENSITÉS ESTIMÉS EN 2015” (pdf).   Institut Haïtien de Statistique et d’Informatique (IHSI). pp. 16 - 17 (2015年3月). 2021年8月10日閲覧。